# الوسواس (مسلسل)
الوسواس هو مسلسل مصري عرض خلال رمضان 2015   من بطولة تيم حسن، زينة، نضال الشافعي، هبة مجدي، سوسن بدر، علاء مرسي .تأليف محمد ذو الفقار وإخراج حسني صالح.

## القصة
تدور احداثه في قرية (بلا زمان ولا مكان) حيث يتنافس التوأمان الغير متماثل  همام وحسنين احفاد بلطجي القرية على الحصول على صباح الفقيرة فهمام حصل عليها بالنصب و حسنين حصل عليها بالغصب .. و تصارعا على حب نوارة حتى القتال.
تصنيف:مسلسلات مصرية